# Шайдікове Гуменце
Шайдікове Гуменце (словац. Šajdíkove Humence) — село, громада округу Сениця, Трнавський край. Кадастрова площа громади — 15.52 км².
Населення 1107 осіб (станом на 31 грудня 2020 року).

## Історія
Шайдікове Гуменце згадується 1927 року.

## Населення
| Рік:            | 1994. | 2004.   | 2014.   | 2024.   |
| --------------- | ----- | ------- | ------- | ------- |
| Кількість осіб: | 1060  | 1115    | 1113    | 1089    |
| Різниця:        |       | +5,18 % | -0,17 % | -2,15 % |

| Рік:            | 2023. | 2024.   |
| --------------- | ----- | ------- |
| Кількість осіб: | 1095  | 1089    |
| Різниця:        |       | -0,54 % |